# ベルナルド・コッラーディ
ベルナルド・コッラーディ（Bernardo Corradi、1976年3月30日 - ）は、イタリア・トスカーナ州シエーナ出身の元サッカー選手、現サッカー指導者。現役時代のポジションはFW。

## 経歴

### クラブ
1993年、地元のクラブチーム・シエーナでキャリアをスタート。空中戦やポストプレーを得意として活躍。その後イタリアのクラブチームを転々とし、イタリア代表にも招集される。2000年にインテルとの共同購入のかたちでキエーヴォへ移籍し、セリエA昇格に貢献すると、2002年には残りの所有権を購入したインテルに完全移籍した。しかし、直後にインテルがラツィオからエルナン・クレスポを獲得したため、移籍金の一部（550万ユーロ分）として入れ替わりにラツィオへ移籍。結局インテルではUEFAチャンピオンズリーグ 2002-03のスポルティングCP戦1試合に出場しただけで国内リーグ戦の出場はなかった。
2001年のガイスカ・メンディエタの移籍金の未払い分の清算（1000万ユーロ分）として2004-05シーズンにステファノ・フィオーレ（650万ユーロ分）とともにリーガ・エスパニョーラ・バレンシアへ移籍したが、同国人のクラウディオ・ラニエリ監督解任後は出場機会を失い、結局メンディエタのラツィオ移籍と同様フィオーレともども国外移籍は大失敗に終わった。翌シーズンにはパルマへレンタル移籍。2006-07シーズンからはマンチェスター・シティへ完全移籍。2007-08シーズンは大量補強を敢行したマンチェスター・シティを離れ、再びパルマにレンタル移籍。2008-09シーズンからレッジーナに完全移籍。レッジーナのセリエB降格に伴い、2009-10シーズンからはウディネーゼに移籍。当初は別の背番号をつける予定だったが、背番号9を着けていたナイジェリア人FWオディオン・イガロが譲ったため9をつけることになった。
2012年にモントリオール・インパクトへ移籍。

### 代表
2003年にクリスティアン・ヴィエリの後継者候補として、イタリア代表に招集された。13試合・2得点の結果を残し、EURO2004のエントリーメンバーに選出された。
当時の所属クラブのバレンシア低迷に加えルカ・トーニやアルベルト・ジラルディーノの台頭により、マルチェロ・リッピ監督就任を機に代表に招集されることもなくなってしまった。

## 所属クラブ
- USポッジボンシ（イタリア語版）1994-1996
- ASDモンビレーリ・ポンサッコ・カルチョ（イタリア語版）1996-1997
- カリアリ・カルチョ 1997-2001

→ アクイラ1902モンテヴァルキ1997-1998 (loan)
→ ASフィデーリス・アンドリア 1998-1999 (loan)
- ACキエーヴォ・ヴェローナ 2001-2002
- インテルナツィオナーレ・ミラノ 2002
- SSラツィオ 2002-2004
- バレンシアCF 2004-2006

→ パルマFC 2005-2006 (loan)
- マンチェスター・シティFC 2006-2008

→ パルマFC 2007- (loan)
- レッジーナ・カルチョ 2008-2009
- ウディネーゼ・カルチョ 2009-2011
- モントリオール・インパクト 2012